# Medasina intricata
Medasina intricata là một loài bướm đêm trong họ Geometridae.